# Nabi Abi Chedid
Nabi Abi Chedid (Ramarith, 21 de abril de 1932 — São Paulo, 29 de novembro de 2006) foi um advogado, dirigente esportivo e político libanês.
Exerceu mais de dez mandatos como deputado estadual em São Paulo. Foi diretor do Clube Atlético Bragantino (Atual Red Bull Bragantino), presidente da Federação Paulista de Futebol, vice-presidente da Confederação Brasileira de Futebol e da Confederação Sul-Americana de Futebol.

## Biografia
Filho do político Hafiz Abi Chedid e de Saada Nader Abi Chedid, Nabi emigrou do Líbano com a família em 1938 a bordo do transatlântico italiano Oceania, tendo posteriormente se naturalizado brasileiro e recebido o título de "Cidadão Bragantino".
Seu pai construiu uma grande força política na região de Bragança Paulista, que continua na atualidade. Os Chedid sempre estiveram ligados à política e ao futebol. É pai do deputado Marquinho Chedid, irmão do prefeito Jesus Abi Chedid e tio dos deputados Edmir Chedid e Elmir Chedid.

### Vida pública
Iniciou a sua vida pública quando foi eleito vereador à Câmara Municipal de Bragança Paulista (1959-1963) pelo Partido de Representação Popular (PRP), em 3 de outubro de 1958. Foi presidente da Câmara Municipal, e nesse cargo recepcionou o então presidente Juscelino Kubitschek, quando da inauguração da Rodovia Fernão Dias.
Nas eleições de 7 de outubro de 1962, concorreu ao cargo de deputado estadual pelo PRP, sendo eleito com 6 883 votos.
Com o fim do pluripartidarismo, foi reeleito deputado estadual pela Aliança Renovadora Nacional (ARENA), em 15 de novembro de 1966, com 14 858 votos.
Em 25 de janeiro de 1968, participou das festividades de transferência da sede da Assembleia Legislativa do Estado de São Paulo do Parque D. Pedro II para o novo prédio, denominado Palácio 9 de Julho, no Parque do Ibirapuera.
O deputado Nabi Abi Chedid foi testemunha do fechamento do Parlamento Paulista pelo Ato Institucional nº 5, em 7 de fevereiro de 1969, tendo permanecido em recesso até 31 de maio de 1970. Nesse período 27 deputados, incluindo um suplente, tiveram seus mandatos cassados e seus direitos políticos suspensos por 10 anos.
No pleito de 15 de novembro de 1970, foi novamente eleito deputado estadual pela Arena, obtendo 25 575 votos.
Nas eleições de 15 de novembro de 1974, concorreu mais uma vez à Assembleia Legislativa, sendo eleito com 28 574 votos. Em 1978, foi novamente reeleito, com 60 860 votos, pela mesma legenda. Nessa legislatura (1975–1979), foi líder da ARENA e do governo Paulo Egydio Martins na Assembleia Legislativa.
Candidatou-se e foi mais uma vez eleito deputado estadual, pelo PDS, nas eleições de 15 de novembro de 1982, com 86 470 votos.
Pelo Partido da Frente Liberal (PFL), foi reeleito com 26 899 votos, no pleito de 15 de novembro de 1986. Entre 1985 e 1989, foi líder do PFL no Parlamento Paulista.
Por seus pares foi eleito 1º Secretário da Mesa Diretora da Assembleia Legislativa do Estado de São Paulo, para o período de 15 de março de 1989 a 15 de março de 1991.
Foi deputado constituinte estadual, tendo participado ativamente dos trabalhos de elaboração da Constituição do Estado de São Paulo, de 5 de outubro de 1989.
Em 3 de outubro de 1990, foi reconduzido ao mandato de deputado estadual pelo PFL, tendo obtido 50.050 votos.
Exerceu o cargo de Secretário Geral do PFL em São Paulo em 1992.
Novamente candidato a deputado estadual, foi eleito em 3 de outubro de 1994, pelo Partido Social Democrático (PSD), com 56 769 votos.
Candidato a deputado estadual pelo PSD, em 4 de outubro de 1998, com 37 058 votos, obteve uma suplência, mas assumiu no início da Legislatura.
Foi presidente nacional do Partido Social Democrático - PSD, até a incorporação da legenda pelo Partido Trabalhista Brasileiro (PTB), em 2003. Exerceu também a liderança do PSD entre 1994 a 2003 na Alesp.
Participou como integrante de diversas comissões permanentes e de comissões parlamentares de inquérito (CPI) da Assembleia Legislativa, tendo sido, de 1995 a 2002, presidente da Comissão de Economia e Planejamento.
Quando morreu, era presidente do Diretório Estadual do PTB de São Paulo.

### Vida esportiva
Homem ligado ao futebol, Nabi Abi Chedid assumiu a direção de Futebol do Bragantino em 1958.
No ano de 1965, presidido por Nabi, o Bragantino conseguiu o acesso a 1ª divisão do futebol paulista. Em 1967, o Bragantino, sob o comando de Nabi, foi vice-campeão da Segunda Divisão. Ou seja, mal tinha subido à 1ª divisão, já foi rebaixado em 1966. Até 1977, o Bragantino continuou sendo comandado por Nabi Abi Chedid.
O esportista Nabi que, como disse em reportagem a Ernesto Varela, não praticava esporte, presidiu a Federação Paulista de Futebol de 1979 a 1982. Em janeiro de 1986, em uma renhida disputa, na qual ele inverteu a cabeça de sua chapa às vésperas da eleição, chegou à vice-presidência da CBF, cargo que ocupou até janeiro de 1989.
Comandou pessoalmente a delegação brasileira na Copa do Mundo de 1986, no México.
Nabi voltou ao comando do futebol do Bragantino em 1989, passando a ser patrono do clube.
Sob a presidência de seu irmão Jesus Abi Chedid e com total apoio seu, o Bragantino conquistou o título da Segunda Divisão, subindo para a divisão maior do futebol paulista.
O alvinegro de Bragança Paulista ainda conquistou, o Campeonato Brasileiro da Série Prata, em 1989, (segunda divisão do campeonato nacional) com direito a disputar Campeonato Brasileiro da Série A, contando com o apoio de Nabi.
No ano de 1990, Nabi, como patrono e diretor de esportes, participou da principal conquista do Bragantino, o Campeonato Paulista.
Em 1991, já no Campeonato Brasileiro, o Bragantino conquistou o vice-campeonato, perdendo o título para o São Paulo.
O ex-dirigente morreu em 29 de novembro de 2006, vítima de um câncer de pulmão. Para homenagear o pai em 2009, o presidente do Bragantino, Marquinho Chedid, mudou o nome do estádio de Marcelo Stéfani para Nabi Abi Chedid.
O estádio Nabi Abi Chedid é um marco da história de Bragança Paulista, do futebol paulista e brasileiro.